# Biotopo Laghestel di Piné
Il Biotopo Laghestel di Piné è stato dichiarato area protetta della Provincia autonoma di Trento nel 1989.